# Ковальский, Станислав
Стани́слав Кова́льский (пол. Stanisław Kowalski; 14 апреля 1910, Рогувек, Свентокшиское воеводство — 5 апреля 2022, Свидница, Нижнесилезское воеводство) — польский спортсмен и долгожитель. В возрасте 105 лет стал старейшим из когда-либо участвовавших в соревнованиях спортсменов в недавно сформированной возрастной категории M105 (старше 105 лет) в беге на короткие дистанции, толкании ядра и метании диска.

## Биография
Ковальский родился 14 апреля 1910 года в деревне Рогувек, которая тогда входила в состав Российской империи (ныне Польша), где он жил до конца 1930-х годов.
После женитьбы переехал в Бжежницу. В 1952 году, из-за расширения границ военного полигона, был вынужден покинуть свой недавно построенный дом и жить в Нижней Силезии, в деревне Кшидлина-Велька, где он владел небольшой фермой и работал железнодорожником. В 1979 году переехал в Свидницу.
Мать Ковальского дожила до 99 лет. Десятилетиями Станислав ездил на работу на велосипеде независимо от погоды на улице.

### Последующие годы
В возрасте 104 лет Ковальский был признан старейшим человеком в Европе, пробежавшим 100 метров во время забега во Вроцлаве (Польша) 10 мая 2014 года, и стал европейским рекордсменом в этом виде, побив предыдущий рекорд своей категории на секунду.
Приняв участие в чемпионате Польши среди ветеранов 28 июня 2015 года в Торуни, стал старейшим спортсменом в мире. В тот день Ковальский пробежал 100 метров за 34,50 секунд, толкнул ядро на 4,27 м (14 футов 0 дюймов) и метнул диск на 7,50 м (24 фута 7 1⁄4 дюйма).
Участвуя в этих соревнованиях, он превзошёл достижения американца Джона Уиттемора, который соревновался в возрасте 104 года и 10 месяцев. В силу того, что ему было больше 105 лет, потребовалось создать новое возрастное подразделение для World Masters Athletics. В итоге было создано подразделение M105, и Станислав был единственным участником этой категории. Таким образом, все его выступления — мировые рекорды.
Японцу Хидэкити Миядзаки 22 сентября 2015 года исполнилось 105 лет, и через два дня он присоединился к Ковальскому в качестве второго участника в категории M105. Миядзаки умер 23 января 2019 года.

### Смерть
Станислав Ковальский умер 5 апреля 2022 года, в возрасте 111 лет 356 дней, не дожив всего 9 дней до своего 112-летия.

## Долголетие
После смерти 108-летнего Юзефа Журека 20 марта 2018 года Ковальский стал старейшим живущим мужчиной Польши. 14 апреля 2020 года он отметил 110-летие.
18 января 2022 года, после смерти Сатурнино де ла Фуэнте Гарсия, он стал старейшим из ныне живущих мужчин в Европе.
Умер 5 апреля 2022 года.